# 溜池山王駅
溜池山王駅（ためいけさんのうえき）は、東京都千代田区永田町二丁目にある、東京地下鉄（東京メトロ）の駅。

## 概要
銀座線（駅番号：G 06）と、南北線（駅番号：N 06）が乗り入れている。1997年9月に南北線が同駅まで延伸した際に開業した駅で、銀座線の駅についてもその際に新設された。銀座線の駅としては最も新しい駅である。
丸ノ内線・千代田線が乗り入れる国会議事堂前駅とは改札内で接続しており、運賃計算上は当駅と同一の駅として扱われる。
当駅は「霞ケ関駅務管区溜池山王地域」として近隣の駅を管理している。

### 駅名の由来
当初の仮称駅名は「溜池駅」であったが、当駅が港区と千代田区の境界に建設されたことにより、港区側が仮称通り「溜池駅」の駅名を、千代田区側が「山王下駅」の駅名を希望したため、両区が駅名を巡って対立することになり、駅名の決定が難航した。結局、両区の意見を取り入れ、合成地名を採用することで決着した。
「溜池」とは、かつてこの一帯にあった池の名前に由来する。元々は湧水であり、堤を作って水を溜めるようにしたためこの名がある。その形から別名「ひょうたん池」とも呼ばれた。神田上水、玉川上水が整備されるまではこの溜池の水を上水として利用しつつ、江戸城外濠の一部としても利用していた。溜池町（現在の赤坂一・二丁目の各一部）という町名が住居表示が実施された1967年まで付近に存在していた。住居表示実施後は交差点の名称としてその名を留めているほか、1967年12月10日まで外堀通り上を走行していた都電の停留所の名称（溜池停留場）にもなっていた。
「山王」とは、付近にある山王日枝神社に由来する。交差点の名称（山王下交差点）になっているほか、外堀通り上を走行した都電の停留所の名称（山王下停留場）でもあった。

## 歴史
- 1991年（平成3年）2月：着工[5]。
- 1997年（平成9年）
  - 3月19日：駅名を「溜池山王駅」に決定する[5][4]。
  - 9月30日：帝都高速度交通営団（営団地下鉄）南北線の四ツ谷 - 当駅間延伸に伴い、終着駅として開業[2]。銀座線にも駅が設置される[2][1]。
- 1998年（平成10年）：「関東の駅百選」に選定される[6]。選定理由は「歴史を刻んだ駅名でパブリックアートがあるモダンな駅」[6][7]。
- 2000年（平成12年）9月26日：南北線が当駅から目黒駅まで延伸され、途中駅になる[8][9]。
- 2004年（平成16年）4月1日：営団地下鉄の民営化に伴い、東京地下鉄（東京メトロ）に継承される[10]。
- 2007年（平成19年）3月18日：ICカード「PASMO」の利用が可能となる[11]。
- 2012年（平成24年）10月31日：銀座線ホームに発車メロディを導入[12]。
- 2015年（平成27年）3月13日：南北線ホームの発車メロディを変更[13]。
- 2017年（平成29年）9月2日：赤坂インターシティAIRビルの建築工事完了に伴い、同ビルに併設された14番出入口の供用開始。
- 2019年（平成31年）2月22日：銀座線で使用されていた営団01系電車の部品を利用した飲料自動販売機を設置[14]。

## 駅構造
銀座線・南北線ともに島式ホーム1面2線を有する地下駅である。改札口は銀座線ホームの直下と南北線ホームの直上にある。銀座線は当駅の設置を予定していなかったために地下浅い部分を通過しており、線路と地上との間にコンコースを設けるスペースが確保できないためにこのような構造となった。また同様の理由により、銀座線は駅建設時に本線をやや外側に移動し、旧本線部分に島式ホームを建設したため、ホームの幅員が広く取られている。銀座線ホームは港区、南北線ホームは千代田区に位置する。銀座線と南北線の乗り換え通路は、銀座線ホームの渋谷駅寄りと南北線ホームの目黒駅寄りを結んでいる。
南北線は六本木一丁目駅から都道412号（六本木通り）の地下を通り、溜池交差点の手前で港区道下を通って当駅に至る。しかし、この区道は道幅が11 mと極めて狭く、作業方法の変更や作業時間に制限がされたことから、中柱のない特殊な2層構造の開削トンネルの施工を行った。地下2階部は本線トンネル（目黒開業前は折り返し用の引き上げ線）として利用し、地下1階部は10 - 13番出入口方面（後に14番出入口を新設）への地下通路として使用している。また、この通路の終端部（13番出入口付近）は狭くなっており、ここには南北線六本木一丁目 - 当駅間のトンネル中間換気室（赤坂福吉換気室）が設けられている。このほか、銀座線側の外堀通り地上部に8・9番出入口を新設したほか、山王パークタワーと千代田線国会議事堂駅へ連絡する地下通路を新設した。
南北線ホームにはフルスクリーンタイプのホームドアが設置されている。また、赤羽岩淵駅寄りは国会議事堂前駅に繋がっている。ただし、銀座線ホームからは丸ノ内線までは徒歩で15分程かかるため、赤坂見附駅で乗り換えるよう掲示がされている。国会議事堂前駅とは同一駅の扱いのため、「溜池山王」発着の乗車券・定期券で国会議事堂前駅の改札も利用可能（逆も同じ）。
銀座線ホームには「幸せと感動を運ぶパフォーマーたち」（全日空ホテルズ提供）、銀座線と南北線の乗り換え通路には「森の梢」（森ビル・森ビル開発提供）、南北線ホームには「自然との出会い、そのよろこばしい瞬間」（日本たばこ産業提供）、溜池交差点方面改札外には「あみだくじ」の壁画が設置されている（日本マクドナルド提供、駐日アメリカ合衆国大使館後援）。
銀座線の浅草駅寄りホーム奥に、浅草側から入線できる2本の留置線（旧本線の一部を活用）がある。夜間留置に使用され、車両は深夜に浅草駅と渋谷駅から回送される。翌朝の出庫は、渋谷方面は当駅始発渋谷行き列車として、浅草方面は隣駅の虎ノ門駅始発浅草行き列車（土休日は上野へ回送）となる。また、渋谷寄りには片渡り線があり、渋谷駅改良のための同駅線路切替工事に際しての当駅 - 浅草駅間折り返し運転の際などに使用されている。
南北線の目黒駅延伸前は当駅が起点だったため、目黒側に渡り線が設置されている。また、B線（目黒方面）のみ当駅始発列車が設定されている（前日深夜に目黒駅から回送）。

### のりば
| 番線 | 路線   | 行先                   |
| ---- | ------ | ---------------------- |
| 1    | 銀座線 | 渋谷方面               |
| 2    | 銀座線 | 浅草方面               |
| 3    | 南北線 | 赤羽岩淵・浦和美園方面 |
| 4    | 南北線 | 目黒方面               |

（出典：東京メトロ:構内図）

### 発車メロディ
銀座線ホームでは、2012年10月30日にエピキュラス制作の発車メロディ（発車サイン音）を導入している。
南北線ホームでは当初吉村弘作曲の同線全駅共通のメロディを使用していたが、2015年3月13日にスイッチ制作の当駅オリジナルのメロディに変更している。
| 番線 | 路線   | 曲名             | 作曲者       | 制作会社     |
| ---- | ------ | ---------------- | ------------ | ------------ |
| 1    | 銀座線 | （オリジナル曲） | 鈴木ヤスヨシ | エピキュラス |
| 2    | 銀座線 | （オリジナル曲） | 鈴木ヤスヨシ | エピキュラス |
| 3    | 南北線 | poco a poco      | 福嶋尚哉     | スイッチ     |
| 4    | 南北線 | 天然水           | 福嶋尚哉     | スイッチ     |

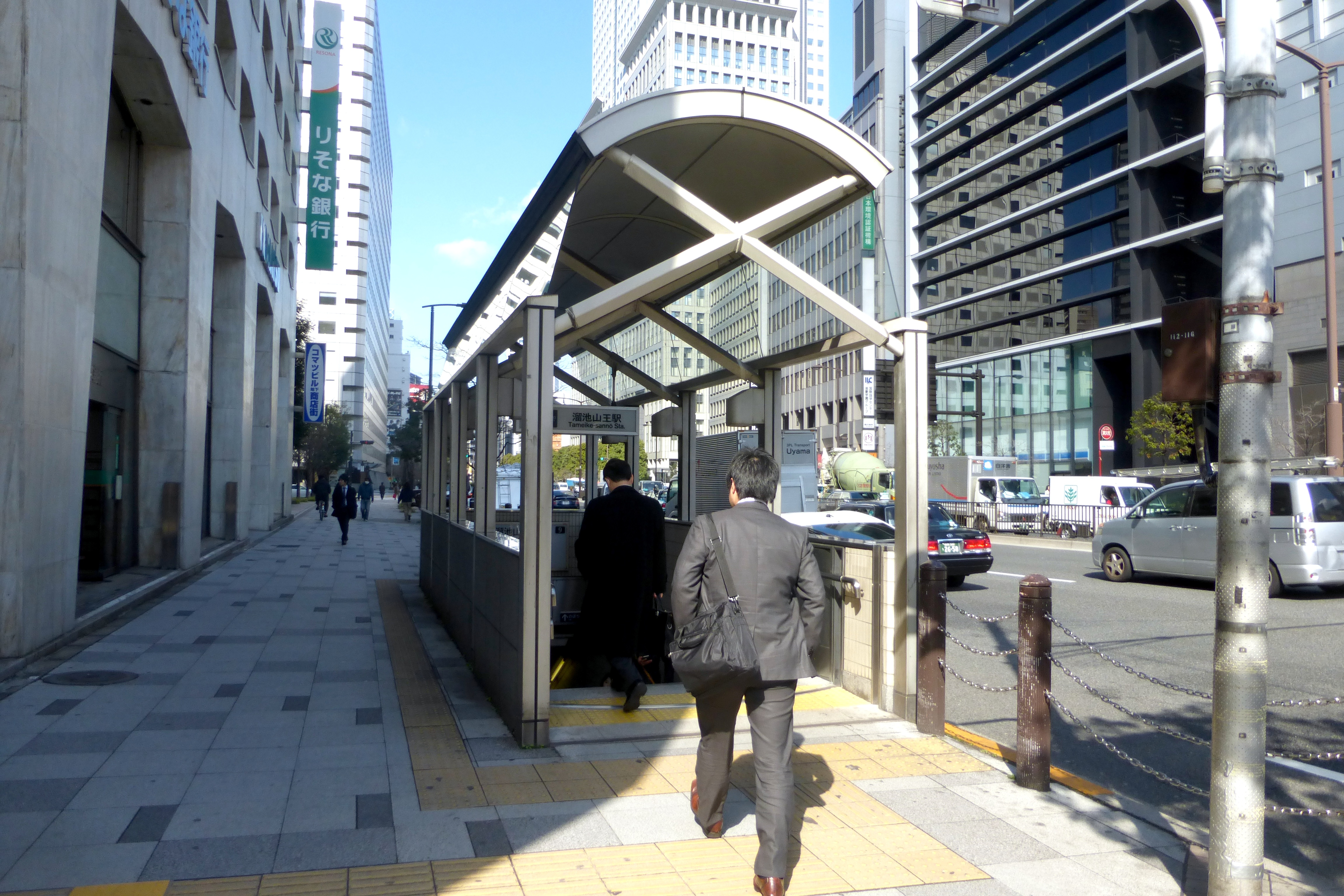
9番出入口（2015年2月）
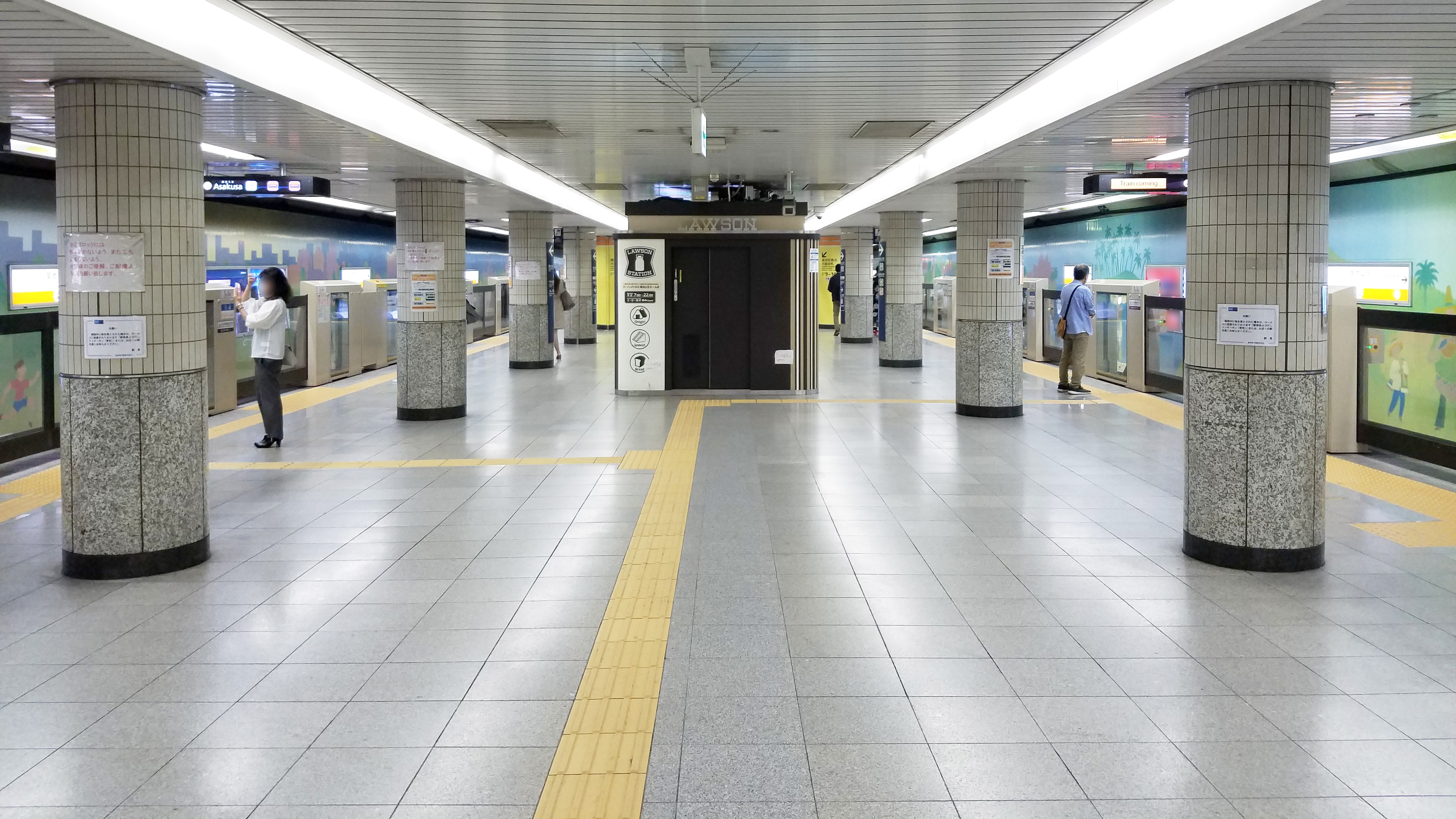
銀座線ホーム（2019年5月）
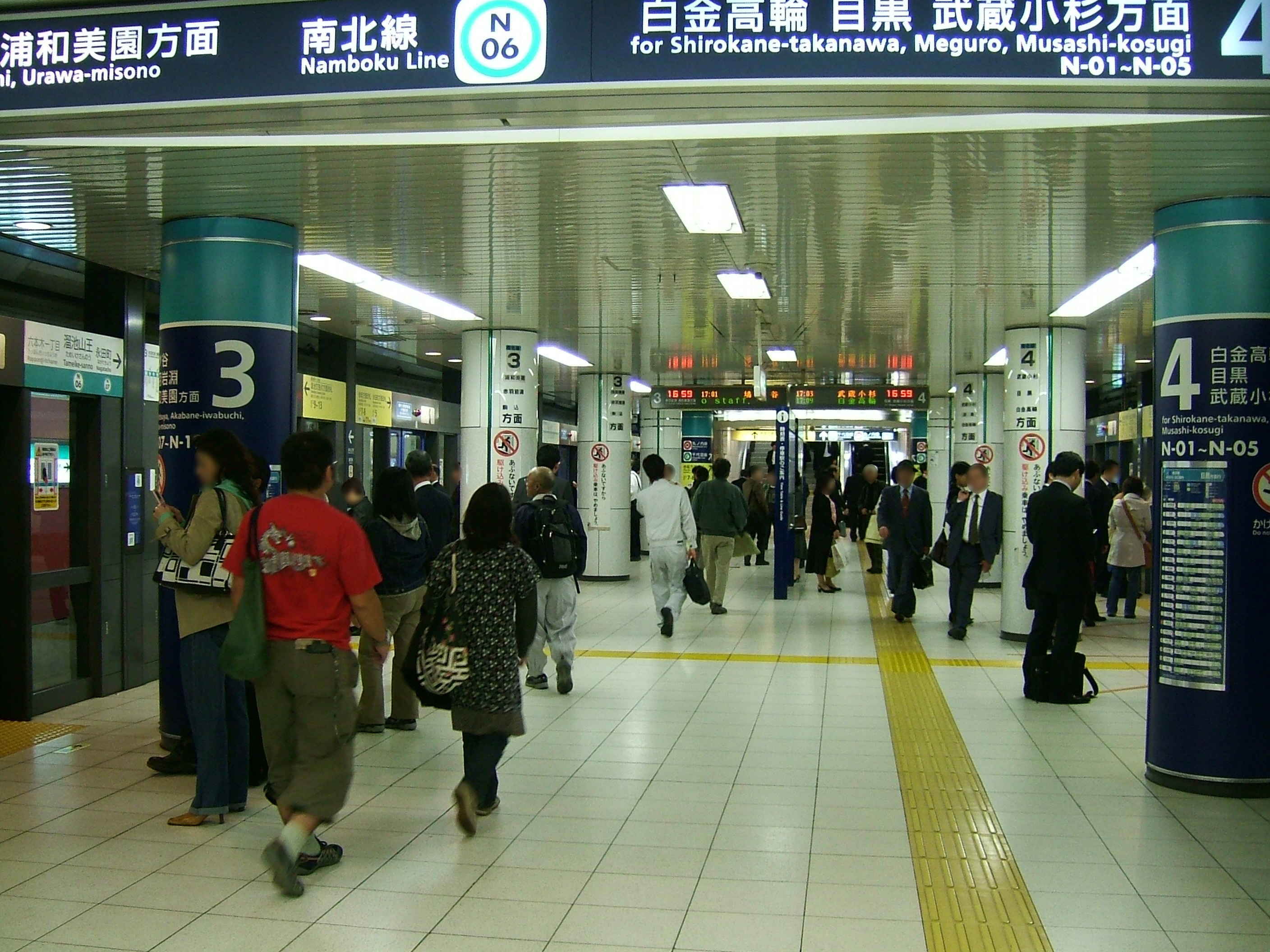
南北線ホーム（2007年10月）

## 利用状況
- 東京メトロ - 2023年度の1日平均乗降人員は113,161人である[メトロ 1]。
東京メトロ全130駅中20位。駅の構造上、国会議事堂前駅と合算して計上されている。
  - 東京メトロ線同士の乗換人員を含んだ、2018年度の路線別1日平均乗降人員は以下の通りである[* 1]。国会議事堂前駅の丸ノ内線、千代田線との乗換人員も含む。
    - 銀座線 - 131,567人 - 同線内では新橋駅、日本橋駅、渋谷駅、表参道駅、赤坂見附駅、銀座駅、上野駅に次ぐ第8位。
    - 南北線 - 133,004人 - 同線内では第1位。

### 年度別1日平均乗車人員
開業以来の1日平均乗車人員推移は下表の通り。
| 年度               | 銀座線 | 南北線 | 出典              |
| ------------------ | ------ | ------ | ----------------- |
| 1997年（平成09年） | 17,563 | 6,885  | [ 東京都統計 1 ]  |
| 1998年（平成10年） | 21,312 | 8,597  | [ 東京都統計 2 ]  |
| 1999年（平成11年） | 23,238 | 8,175  | [ 東京都統計 3 ]  |
| 2000年（平成12年） | 29,405 | 10,403 | [ 東京都統計 4 ]  |
| 2001年（平成13年） | 28,685 | 12,145 | [ 東京都統計 5 ]  |
| 2002年（平成14年） | 28,562 | 12,710 | [ 東京都統計 6 ]  |
| 2003年（平成15年） | 27,664 | 12,795 | [ 東京都統計 7 ]  |
| 2004年（平成16年） | 28,184 | 13,638 | [ 東京都統計 8 ]  |
| 2005年（平成17年） | 30,364 | 14,863 | [ 東京都統計 9 ]  |
| 2006年（平成18年） | 31,367 | 16,285 | [ 東京都統計 10 ] |
| 2007年（平成19年） | 32,639 | 17,568 | [ 東京都統計 11 ] |
| 2008年（平成20年） | 31,997 | 18,156 | [ 東京都統計 12 ] |
| 2009年（平成21年） | 30,679 | 17,742 | [ 東京都統計 13 ] |
| 2010年（平成22年） | 29,808 | 17,830 | [ 東京都統計 14 ] |
| 2011年（平成23年） | 31,249 | 18,751 | [ 東京都統計 15 ] |
| 2012年（平成24年） | 33,499 | 19,970 | [ 東京都統計 16 ] |
| 2013年（平成25年） | 32,852 | 19,740 | [ 東京都統計 17 ] |
| 2014年（平成26年） | 31,049 | 18,953 | [ 東京都統計 18 ] |
| 2015年（平成27年） | 31,825 | 19,683 | [ 東京都統計 19 ] |
| 2016年（平成28年） | 32,501 | 20,230 | [ 東京都統計 20 ] |
| 2017年（平成29年） | 33,986 | 21,318 | [ 東京都統計 21 ] |
| 2018年（平成30年） | 36,266 | 23,293 | [ 東京都統計 22 ] |
| 2019年（令和元年） | 35,913 | 23,260 | [ 東京都統計 23 ] |

備考
1. 1 2  開業日（9月30日）から翌年3月31日までの計183日間を集計したデータ。

## 駅周辺
- 駐日アメリカ合衆国大使館
- レジデンスバイカウンテス
  - 駐日アルメニア大使館
  - 駐日ジョージア大使館
  - 駐日バーレーン大使館
- 氷川神社
- 国会議事堂
- 内閣総理大臣官邸
- 内閣総理大臣公邸
- 衆議院議員宿舎
- 東京都立日比谷高等学校
- 赤坂通郵便局
- 日枝神社（山王日枝神社）
- コマツビル
  - 小松製作所本社
  - 小松ビル内郵便局
- アークヒルズ
  - ANAインターコンチネンタルホテル東京
  - サントリーホール
- 山王パークタワー
  - NTTドコモ 本社
  - 山王パークタワー内郵便局
- 赤坂ツインタワー
- 赤坂インターシティ
- 赤坂インターシティAIR
- 赤坂サカス
  - TBS放送センター
    - TBSホールディングス
    - TBSテレビ
    - TBSラジオ
    - BS-TBS

  - 赤坂Bizタワー
  - 赤坂BLITZ
  - 赤坂ACTシアター
- ザ・キャピトルホテル 東急
- 東横イン溜池山王駅官邸南
- 東京都道405号外濠環状線（外堀通り）

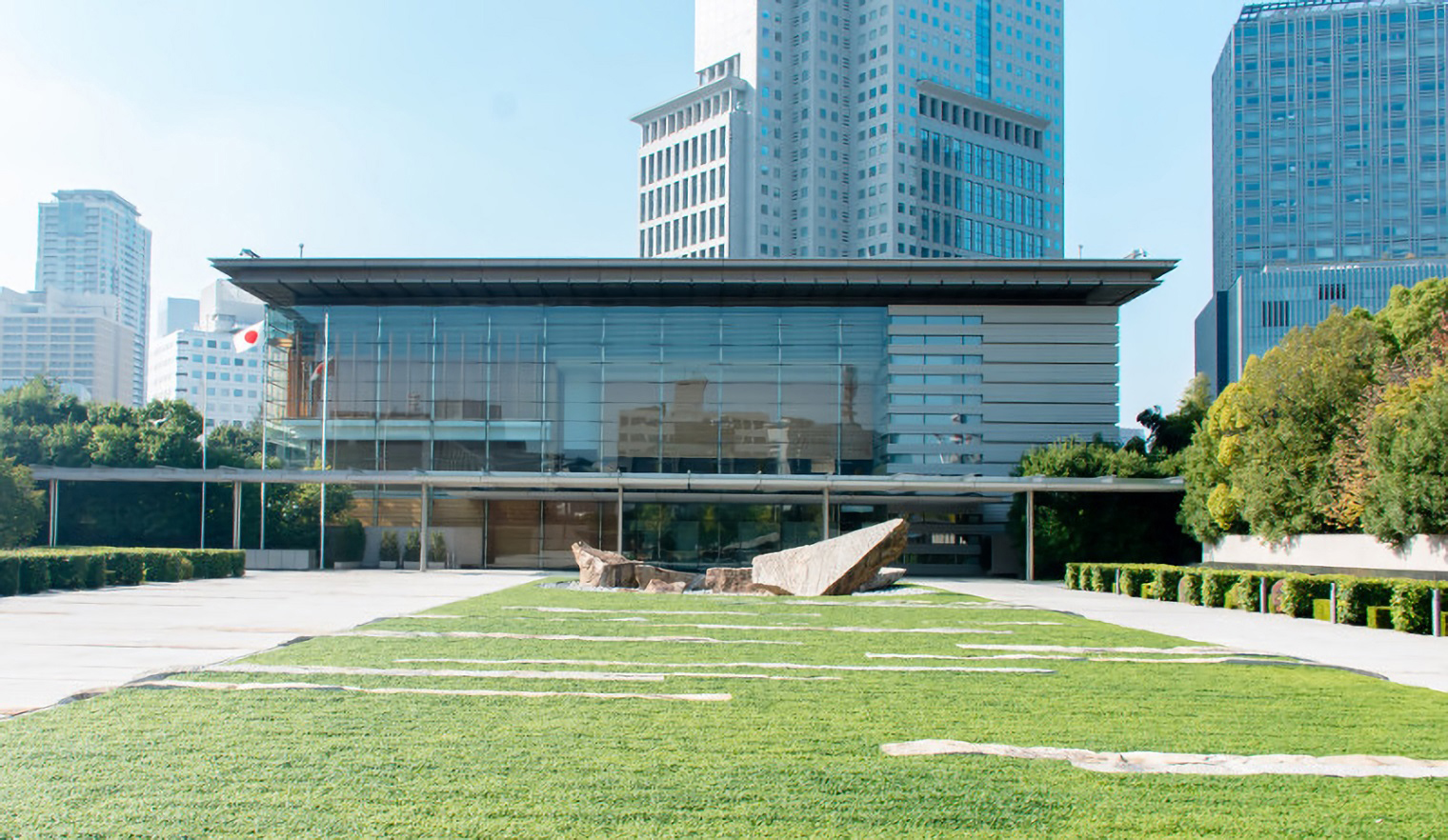
内閣総理大臣官邸

- 東京都道412号霞ヶ関渋谷線（六本木通り）
- 首都高速都心環状線霞が関出入口

## バス路線
最寄りバス停留所は、六本木通り上にある溜池停留所と、11番出入口付近にある溜池山王駅停留所となる。以下の路線バスが乗り入れ、東京都交通局およびフジエクスプレスにより運行されている。
溜池
- 都営バス
  - 都01(T01)：渋谷駅前行 / 新橋駅前行

溜池山王駅
- フジエクスプレス
  - ちぃばす 赤坂ルート：赤坂見附駅・赤坂地区総合支所前・青山一丁目駅前・赤坂八丁目・六本木ヒルズ方面

都営地下鉄大江戸線の全線開業（2000年12月12日）までは、東京都交通局により四80系統と反96系統が運行され、溜池停留所を経由していた。

## 隣の駅
東京地下鉄（東京メトロ）
 銀座線
赤坂見附駅 (G 05) - 溜池山王駅 (G 06) - 虎ノ門駅 (G 07)
 南北線
六本木一丁目駅 (N 05) - 溜池山王駅 (N 06) - 永田町駅 (N 07)

#### 利用状況に関する資料
東京地下鉄の1日平均利用客数
1. 1 2  “各駅の乗降人員ランキング”.   東京地下鉄. 2023年6月27日閲覧。

地下鉄の統計データ
1. ↑  レポート - 関東交通広告協議会
2. ↑  東京都統計年鑑 - 東京都
3. ↑  行政資料集 - 港区
4. ↑  行政基礎資料集 - 千代田区

東京都統計年鑑
1. ↑  東京都統計年鑑（平成9年）
2. ↑  東京都統計年鑑（平成10年） (PDF)
3. ↑  東京都統計年鑑（平成11年） (PDF)
4. ↑  東京都統計年鑑（平成12年）
5. ↑  東京都統計年鑑（平成13年）
6. ↑  東京都統計年鑑（平成14年）
7. ↑  東京都統計年鑑（平成15年）
8. ↑  東京都統計年鑑（平成16年）
9. ↑  東京都統計年鑑（平成17年）
10. ↑  東京都統計年鑑（平成18年）
11. ↑  東京都統計年鑑（平成19年）
12. ↑  東京都統計年鑑（平成20年）
13. ↑  東京都統計年鑑（平成21年）
14. ↑  東京都統計年鑑（平成22年）
15. ↑  東京都統計年鑑（平成23年）
16. ↑  東京都統計年鑑（平成24年）
17. ↑  東京都統計年鑑（平成25年）
18. ↑  東京都統計年鑑（平成26年）
19. ↑  東京都統計年鑑（平成27年）
20. ↑  東京都統計年鑑（平成28年）
21. ↑  東京都統計年鑑（平成29年）
22. ↑  東京都統計年鑑（平成30年）
23. ↑  東京都統計年鑑（平成31年・令和元年）